# Grande Salto Adiante
O Grande Salto Adiante ou Grande Salto para Frente (mais comumente em Portugal, O Grande Salto em Frente, ou O Grande Salto) foi uma campanha lançada por Mao Tsé-Tung entre 1958 e 1960, que pretendia tornar a República Popular da China uma nação desenvolvida e socialmente igualitária em tempo recorde, acelerando a coletivização do campo através de uma Reforma Agrária forçada, e a industrialização urbana. No entanto é considerado responsável pela Grande Fome Chinesa.
Os historiadores consideram que o Grande Salto Adiante resultou em dezenas de milhões de mortes.  Uma estimativa conservadora é de 15 milhões de mortes, porém outros estudos sugerem que o número de mortos foi mais próximo de 45 milhões.
O Grande Salto Adiante ainda hoje é utilizada como crítica ao modelo de economia planificada, ao comunismo e à reforma agrária.

## Contexto histórico
Após a conquista do poder em 1949, a participação na Guerra da Coreia e o sucesso do 1º Plano Quinquenal (1953-1957), o líder chinês Mao Tsé-tung lançou o Grande Salto para Frente (1958-1962), um programa de profundas reformas cujo objetivo era acelerar a marcha para o comunismo.
O cronograma original de 1953, que previa completar a “industrialização” em “dez a quinze anos”, foi encurtado três anos. Mao imaginava que poderia satisfazer sua ambição em um “big bang”, declarando que “nossa nação é como um átomo”. Chamou o processo de o “Grande Salto Para a Frente”, e o lançou em maio de 1958.

## Plano agrário
Mao Tsé-tung concluiu que os setores da indústria e da agricultura deveriam ser modernizados e desenvolvidos. Com esse objetivo, a China foi dividida em uma série de comunas, propriedades que abrigavam cerca de 5.000 famílias, concentradas no cumprimento das metas. Aos moradores eram dadas ferramentas agrárias, exigindo-se em troca o cumprimento de metas. O objetivo era que a China ultrapassasse o desenvolvimento do Reino Unido nesses três anos. 
Centenas de milhares de pessoas foram deslocadas de onde a produção era alta para onde ela era baixa, como um meio de impulsionar a produção. Elas também foram deslocadas da agricultura para a indústria. Houve uma campanha maciça para se coletar ferramentas e transformá-las em aço. 

### Os campos Sputniks
A fim de estimular o sucesso do plano, Mao passou a fazer propaganda de áreas que teriam tido produção astronômica. As colheitas estratosféricas e as áreas modelo foram chamadas de “sputniks”, refletindo a obsessão de Mao com o satélite russo. Em 12 de junho, o Diário do Povo noticiou que em Henan, a principal província-modelo de Mao, uma “cooperativa sputnik” havia produzido 1,8 tonelada de trigo em um mu (1/6 de acre) — mais de dez vezes os números reais. Notícias sobre colheitas imensas enchiam a imprensa e os “campos sputniks” proliferaram. 
Em setembro, o Diário do Povo noticiou que “o maior sputnik de arroz” havia produzido mais de setenta toneladas em menos de 1/5 de acre, o que era centenas de vezes mais do que os números reais. Esse campo sputnik foi forjado por um ambicioso chefe novo de um condado em Guangxi. No final do ano, seu condado relatou uma produção de grãos que era mais de três vezes a quantidade verdadeira. .

### A repressão
No entanto, na medida que o povo não conseguiu cumprir as metas dos campos sputniks, Mao iniciou uma campanha de forte repressão, acusando os camponeses de boicote e corrupção. Quem quer que fosse pego estocando grãos era fuzilado. Camponeses flagrados com a menor quantia imaginável eram aprisionados. Fogueiras foram banidas. Funerais foram proibidos, pois eram considerados esbanjadores. 
Mao acusou várias vezes os quadros camponeses das aldeias de esconder grãos. Em 27 de fevereiro de 1959, disse ao alto escalão: “Todas as equipes de produção escondem alimentos para dividir entre eles. Escondem até em porões profundos e secretos e colocam guardas e sentinelas”. No dia seguinte, afirmou de novo que os camponeses estavam “comendo folhas de cenoura durante o dia, e arroz à noite”. Com isso, queria dizer que fingiam não ter a comida adequada, mas, na verdade, tinham alimento bom que consumiam em segredo.

## Plano industrial
Além da Reforma Agrária forçada, o 'Grande Salto Adiante também teve uma programa de industrialização forçada. Mao estabeleceu a meta para 1958 de 10,7 milhões de toneladas, mais do que o dobro da produção de aço do ano anterior, que havia sido de 5,3 milhões de toneladas.
Para tanto, a população em geral foi mandada construir “fornalhas de quintal”. Para alimentar esses fornos, a população foi coagida a doar praticamente todas as peças de metal que possuía, mesmo aquelas que eram usadas em objetos produtivos e até essenciais. Ferramentas agrícolas, até carros-pipa, foram levados e derretidos, assim como utensílios de cozinha, maçanetas de ferro e grampos de cabelo femininos. O slogan do regime era: “Entregar uma picareta é destruir um imperialista e esconder um prego é esconder um contrarrevolucionário”. No final do ano, embora a produção da safra de 1958 tenha sido levemente maior que a do ano anterior, não houve aumento na quantidade colhida.

## Comunas populares
Com o fracasso inicial do Grande Salto, Mao decidiu mudar a orientação e assim surgiu as chamadas “Comunas Populares”. O objetivo era tornar mais eficiente o trabalho forçado. Ele mesmo disse que, ao concentrar os camponeses em um número menor de unidades — pouco mais de 26 mil em todo o país —, era “mais fácil controlar”. 
A primeira comuna, a Chayashan Sputnik, foi montada em Henan, a província-modelo. Seu estatuto, que Mao editou e classificou como “um grande tesouro”, estabelecia que todos os aspectos da vida de seus membros deveriam ser controlados pela comuna. Todas as famílias tinham de “entregar totalmente seus lotes privados [...] suas casas, animais e árvores”. Deveriam dormir em dormitórios, “de acordo com os princípios de beneficiar a produção e o controle”; e o estatuto estipulava que suas casas deveriam ser “desmanteladas [...] se a comuna precisar de tijolos, telhas ou madeira”. A vida de todos os camponeses deveria girar em torno do “trabalho”. Todos os membros deveriam ser tratados como se estivessem no Exército, com um sistema de três níveis de arregimentação: comuna, brigada e equipe de produção. As comunas eram, de fato, campos para trabalhadores escravos.  A população de uma localidade na província de Gansu chamava a estas zonas "campos da morte".

## Resultados
A marca principal do Grande Salto Adiante foi a fome em massa. Estimativas descrevem que 45 milhões de chineses morreram de fome.  Já em 1960, a taxa de mortalidade pulou de 15% para 68%, e a taxa de natalidade despencou. 2,5 milhões foram mortos pelo governo durante a repressão. 
O fracasso fez a autoridade de Mao ser questionada. Como reação surgiu a Revolução Cultural Chinesa.